# 嘉慈皇后
嘉慈皇后（越南语：／，14世纪—1381年），姓黎氏（越南语：／），越南陳朝第十代君主陳睿宗陈曔的皇后。黎季犛的从妹。
大治四年（1361年），黎氏生子彰武大王陈炜、灵德大王陳。绍庆二年（1371年）四月，陈艺宗立弟弟恭宣大王陈曔為皇太子，冊皇太子正配黎氏為皇太子妃。绍庆三年（1372年）十一月九日，陈艺宗禪位于皇太子陈曔，陈曔即陳睿宗。封黎氏為顯貞宸妃（越南语：／）。隆慶元年（1373年）二月，冊元妃黎氏為嘉慈皇后。隆庆五年（1377年），睿宗南征占婆，阵亡，陳晛即位为废帝。昌符五年（1381年）十月，嘉慈皇后在龍潭鄉昭慶寺西庵驾崩。
| 嘉慈皇后黎氏        |                            |                     |
| 前任： 淑德皇后陳氏 | 越南陳朝皇后 1373年—1377年 | 繼任： 光鸞皇后陳氏 |